# Julius Bauer (Mediziner, 1887)
Julius Bauer (* 14. August 1887 in Nachod, Böhmen; † 8. Mai 1979 in Beverly Hills, Kalifornien, Vereinigte Staaten) war ein österreichisch-amerikanischer Internist und Vererbungsforscher (Humangenetiker).

## Leben

### Familie und Ausbildung
Julius Bauer, der Sohn des jüdischen Rechtsanwaltes Ludwig Bauer sowie dessen Ehegattin Clara geborene Schur, legte die Matura 1905 am Benediktinerstiftsgymnasium in Braunau in Böhmen ab. In der Folge wandte er sich dem Studium der Medizin an der Universität Wien zu, dort erwarb er am 25. November 1910 an der Medizinischen Fakultät den akademischen Grad eines Dr. med.
Julius Bauer war mit der aus dem mährischen Kremsier stammenden Medizinerin sowie Romanistin Marianne Melitta geborene Jokl (1885–1980) verheiratet. Aus der Ehe entstammten die Söhne Franz Karl Adolf Ernst und Klaus Friedrich. Julius Bauer verstarb 1979 91-jährig im kalifornischen Beverly Hills.
Julius Bauer war der Neffe des vermögenden Textilfabrikanten Philipp Bauer (1853–1913) sowie der Cousin von Ida Bauer und Otto Bauer.

### Beruflicher Werdegang
Nach seinem Studienabschluss trat Julius Bauer eine Stelle als Aspirant bei Edmund Neusser an der II. medizinischen Universitätsklinik in Wien an, zusätzlich war er an der III. medizinischen Universitätsklinik, geleitet von Adolf Strümpell, angestellt. 1911 wechselte Julius Bauer als Assistenzarzt zu Rudolf Schmidt an die Medizinische Universitäts-Klinik nach Innsbruck. Nach einem mehrmonatigen Studienaufenthalt in Paris im Jahre 1914, den er als Preisträger des von der Wiener medizinischen Fakultät vergebenen Prix Pierlot erhalten hatte, war er an der Internen Abteilung der Allgemeinen Poliklinik Wien, geführt von Julius Mannaberg, eingesetzt.
1919 habilitierte sich Julius Bauer in Wien als Privatdozent für das Fach Innere Medizin, 1926 erfolgte seine Beförderung zum außerordentlichen Professor, 1928 wurde ihm die Leitung der Medizinischen Abteilung der Allgemeinen Poliklinik übertragen. Bauer reüssierte auf den Gebieten Innere Medizin, Konstitutionspathologie sowie Vererbungslehre, vor deren Missbrauch durch das nationalsozialistische Regime er warnte. Bauers am 13. Juli 1935 in der Schweizer Medizinischen Wochenschrift erschienener Artikel Gefährliche Schlagworte aus dem Gebiete der Erbbiologie, in dem er sich unter anderem kritisch zur massensuggestiven Ausdrucksweise des Anthropologen Friedrich Keiter in der Zeitschrift für menschliche Vererbungs- und Konstitutionslehre und anderer wissenschaftlicher Berufsgenossen als Missbrauch der Erbbiologie äußerte, zog seinen Ausschluss aus der Deutschen Gesellschaft für Innere Medizin nach sich.
Der nach dem „Anschluss“ Österreichs aus rassistischen Gründen Verfolgte, am 22. April 1938 seines Amtes Enthobene und von der Universität Wien Vertriebene, konnte 1938 mit Unterstützung zweier ehemaliger Patienten über Frankreich in die USA emigrieren. 1939 erhielt er eine Professur an der Louisiana State University, 1942 übersiedelte er in gleicher Position an die Loma Linda University ins kalifornische Loma Linda. Nachdem er dort 1961 zurückgetreten war, lehrte er zuletzt an der University of Southern California in Los Angeles.

## Veröffentlichungen (Auswahl)
- Die konstitutionelle Disposition zu inneren Krankheiten. J. Springer, Berlin 1917.
- Praktische Folgerungen aus der Vererbungslehre. Urban & Schwarzenberg, Berlin/Wien.
- Vorlesungen über allgemeine Konstitutions- und Vererbungslehre für Studierende und Aerzte. J. Springer, Berlin 1921.
- Innere Sekretion; ihre Physiologie, Pathologie und Klinik. J. Springer, Berlin/Wien 1927.
- Gefährliche Schlagworte aus dem Gebiet der Erbbiologie. In: Schweizerische Medizinische Wochenschrift. Band 65, 1935, S. 633–635.
- The person behind the disease. Grune & Stratton, New York 1956.
- Errant ways of human society. Vantage Press, New York 1961.
- Medizinische Kulturgeschichte des 20. Jahrhunderts in Rahmen einer Autobiographie. Maudrich, Wien 1964.